# Jaakko Ojaniemi
Jaakko Ojaniemi (né le 28 août 1980 à Peräseinäjoki) est un athlète finlandais, spécialiste du décathlon.

Il remporte la médaille d’argent lors des Championnats d’Europe espoirs. 
Depuis sa retraite sportive, il est préparateur sportif du pilote Valtteri Bottas.